# フライ・ブリティッシュ政策
フライ・ブリティッシュ政策（フライ・ブリティッシュせいさく、別名：イギリス機運航政策）とは、イギリスの1945年航空白書に明記された、英国海外航空（BOAC）にイギリス製の航空機使用を要求する政策。1960年代には同社の経営危機を招く一因になった。

## 概要
第二次世界大戦後、英国海外航空は帝国航空路網（エンパイア・ルート）を再構築した。その路線には大戦中の爆撃機を改良した非効率な機体が利用された。年々赤字が拡大して1962年から1963年にかけてBOACの経営危機が顕在化した。
採算性の低い帝国航空路網の維持と、大西洋路線において諸外国がジェット旅客機を導入したことによる競争力低下が要因だった。大西洋航空航路ではパンアメリカン航空をはじめ、他国の航空会社では競争力の優れたボーイング707を導入していたのに対して、BOACでは採算性に劣るコメット4を運航していたために不利になっていた。
当時BOACの会長だったジャイルズ・ガスリーと航空相のジュリアン・アメリーの間で意見が衝突した。当初、政策に則ってビッカース VC-10を導入予定だったが、再建策（ガスリープラン）ではVC-10をキャンセルして採算性に優れたボーイング707を追加導入することが予定された。アメリーがこれに反対したのは、イギリスのフラッグキャリアであるBOACが自国製の旅客機の購入をキャンセルして他国製の旅客機を追加購入することは単に一社の問題に留まらず、他のイギリス連邦の航空会社に与える影響が大きく、国内の航空機産業の帰趨を左右しかねなかったからである。
結局、経営再建を優先してボーイング707が追加導入され、不採算路線の合理化等が功を奏してBOACはどうにか再建されたものの、フライ・ブリティッシュ政策は形骸化した。

## 影響
イギリスの民間旅客機の開発に影響を与え、イギリスの航空機産業は凋落への道を歩むことになった。その後、イギリスの航空機産業は大陸ヨーロッパの航空機産業との連携かアメリカの航空機産業との連携の狭間で揺れ動き、次第に対米依存を高めた。

## 文献
- 坂出健『イギリス航空機産業と「帝国の終焉」軍事産業基盤と英米生産提携』有斐閣、2010年。ISBN 4641163618。
- ジョン ニューハウス 著、航空機産業研究グループ 訳『スポーティーゲーム―国際ビジネス戦争の内幕』學生社、1988年12月。ISBN 978-4311600142。